# Maiac
Maiac este cel mai mic oraș din Republica Moldova aflat în componența raionului Grigoriopol, care la rândul său se află în Unitățile Administrativ-Teritoriale din Stînga Nistrului.
În secolul al XVI-lea, Maiac era un sat, fiind denumit „Janyk Hisar” și „Majak Geczit”, aflat în componența regatului Poloniei.
Centrul Transnistrean de Radio și Televiziune se află în Maiac, construit în 1968–1975, și se întinde pe o suprafață de 9,5 km²; poate transmite pe unde scurte și medii. În octombrie 2007, întreprinderea unitară rusă Russian Television and Radio Networks a achiziționat 100% din acțiunile TRTC pentru 3,314,388 de dolari .
Începând cu 2021, a fost folosit ca transmițător de unde medii pentru „Vesti FM" pe 1.413 kHz cu 500 kW și „Trans World Radio" pe 999 kHz (500 kW) și 1.548 kHz (1.000 kW), precum și pentru emisiuni de unde scurte pe 9.940, 11.805 și 11.530 kHz, în principal pentru TWR.
S-a raportat că transmițătorul cu unde scurte a fost distrus de mai multe explozii, pe fundalul invaziei rusești a Ucrainei vecine în 2022.

- Galerie de imagini a site-ului emițător Maiac de lângă Grigoriopol

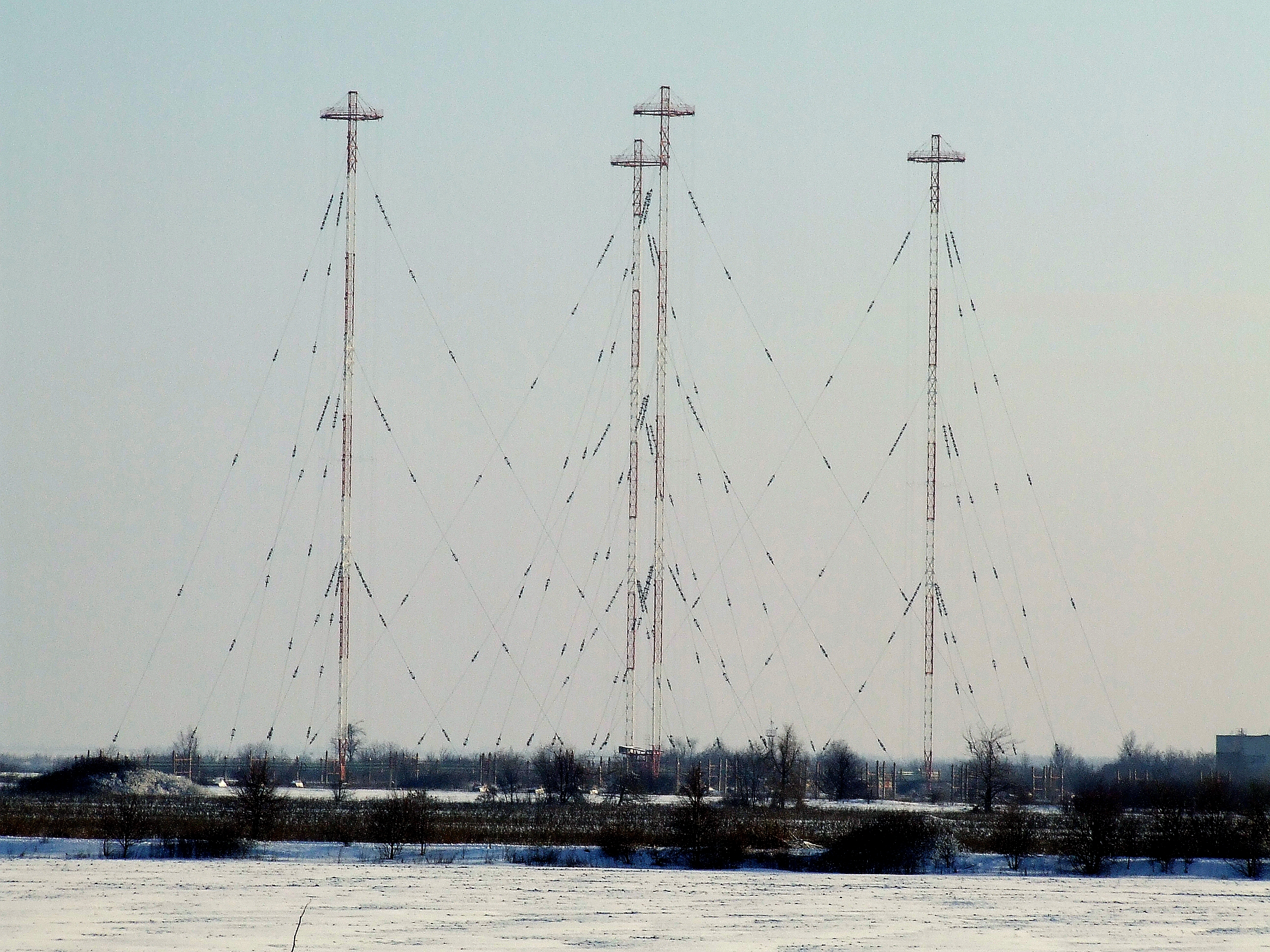
antenă cu undă medie
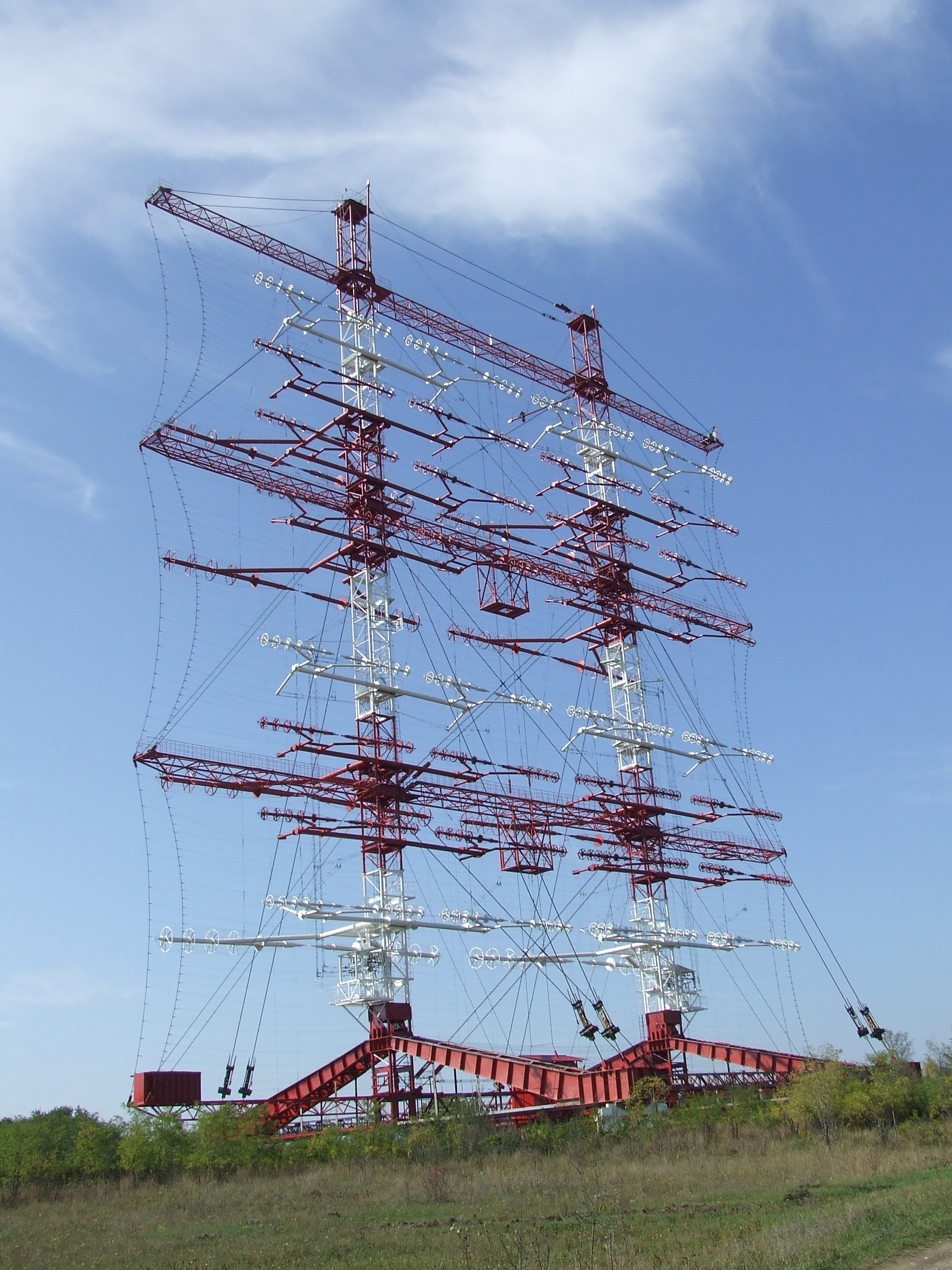
antenă rotativă cu unde scurte
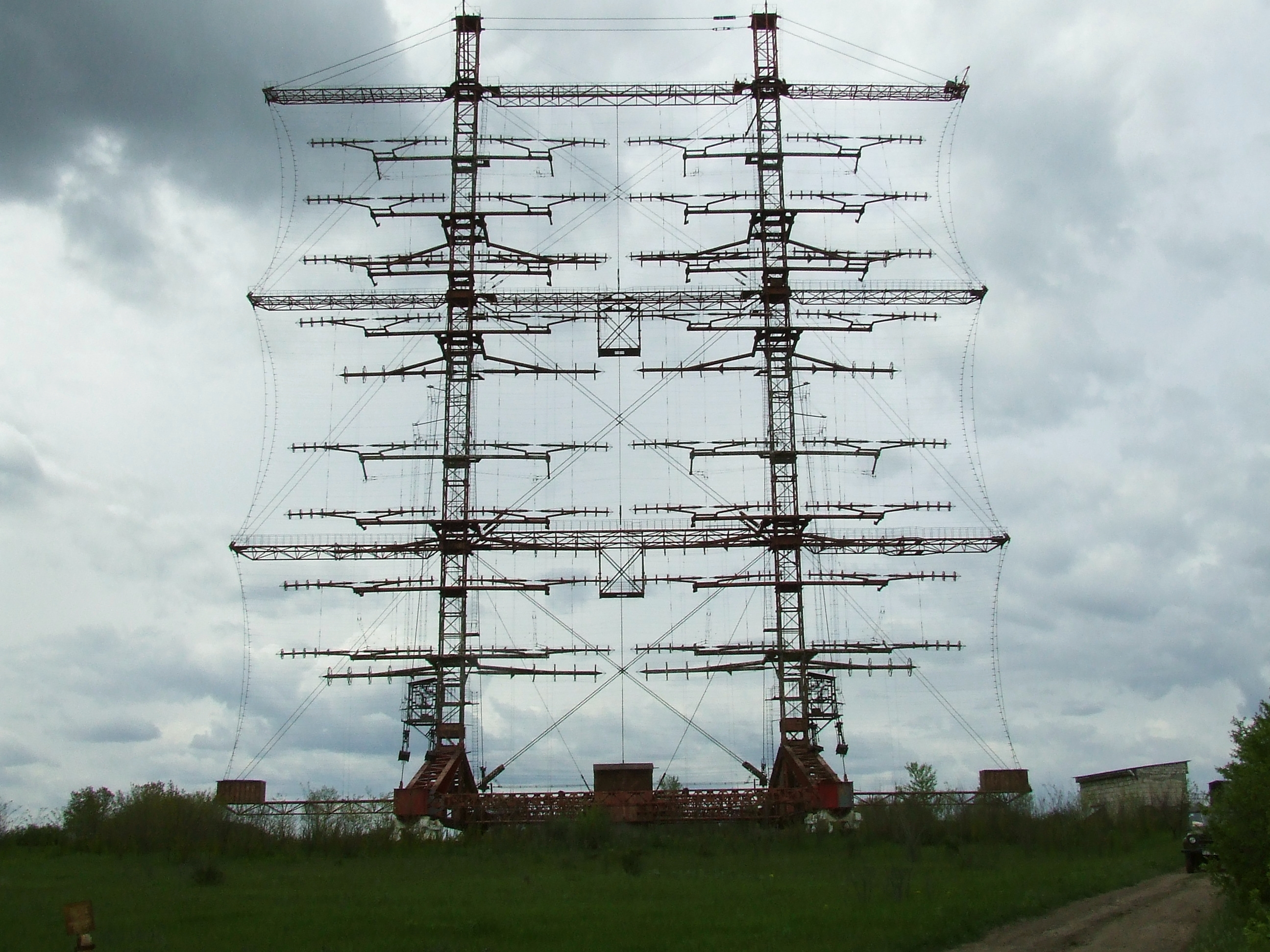
antenă cu unde scurte rotativă frontală (1 MW)
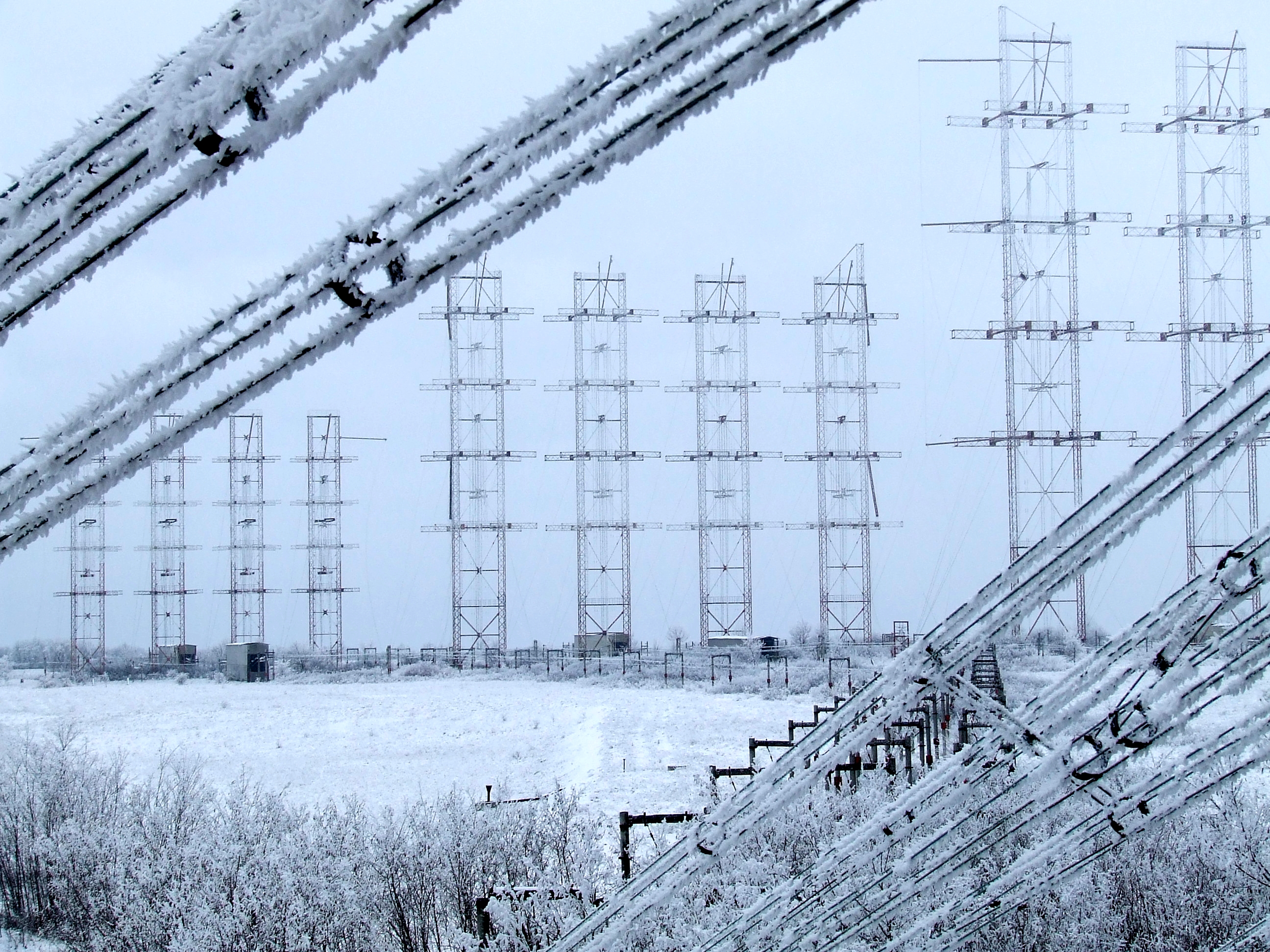
Sistem de antenă cu unde scurte
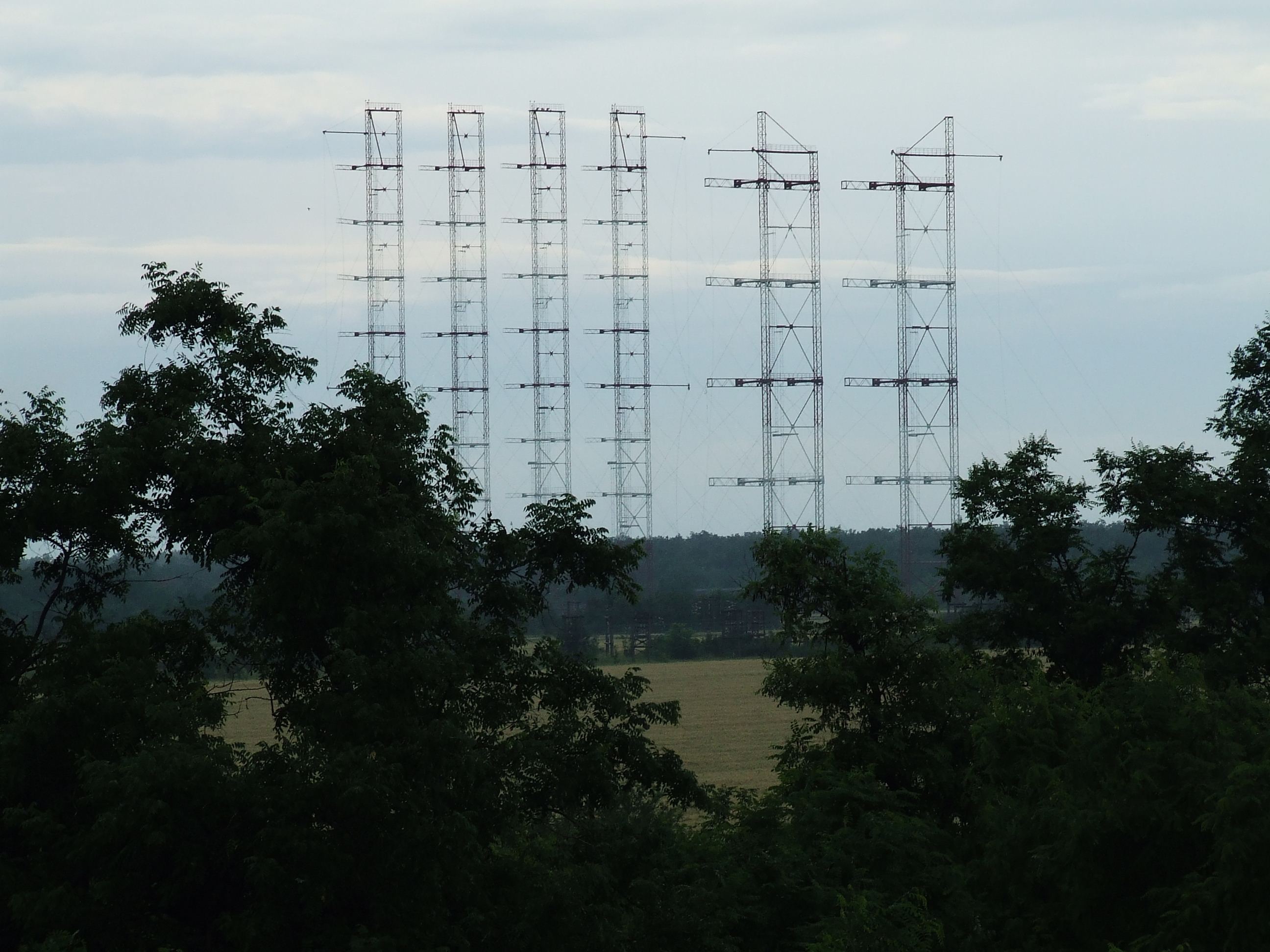
Două antene de unde scurte.

Conform recensământului neoficial din anul 2004, populația localității era de 1.221 locuitori, dintre care: 351 (28,74%) moldoveni (români), 582 (47,66%) ucraineni și 239 (19,57%) ruși.